# العمارة (خميس مشيط)
العمارة هي أحد القرى التابعة لمحافظة خميس مشيط التابعة لإمارة منطقة عسير في المملكة العربية السعودية. يبلغ عدد سكانها حوالي خمسة آلاف نسمة تقريبا.

## الجغرافيا
تقع غرب محافظة خميس مشيط في موقع متوسط بين أبها وخميس مشيط ويسكنها قبيلة الغمر إحدى قبائل شهران العريضة. يخترقها وادي العمارة والذي يعتبر أحد روافد وادي بيشة. ويتبع لها قرى تانة وعرايص وأسفل حجلا وطيب الاسم.